# Stazione di Kōnosu
La stazione di Kōnosu (鴻巣駅?, Kōnosu-eki) è una stazione ferroviaria situata nella città di Kōnosu, nella prefettura di Saitama in Giappone, ed è servita dalle linee Shōnan-Shinjuku e Takasaki della JR East.

## Linee
East Japan Railway Company
■ Linea Takasaki
■ Linea Shōnan-Shinjuku

## Struttura
La stazione è dotata di un marciapiede a isola e di uno laterale con tre binari in superficie.
| 1-2 | ■ Linea Takasaki        | per Ōmiya, Urawa e Ueno                        |
| 1-2 | ■ Linea Shōnan-Shinjuku | per Ōmiya, Shinjuku, Yokohama, Ōfuna e Odawara |
| 3   | ■ Linea Takasaki        | per Kumagaya, Kagohara, Takasaki e Maebashi    |

## Stazioni adiacenti
| «                     | Servizio                      | »              |
| Linea Takasaki        | Linea Takasaki                | Linea Takasaki |
| --------------------- | ----------------------------- | -------------- |
| Kitamoto              | Locale                        | Kita-Kōnosu    |
| Okegawa Ōmiya         | Rapido Urban Rapido pendolari | Kumagaya       |
| Linea Shōnan-Shinjuku |                               |                |
| Kitamoto              | Rapido                        | Kita-Kōnosu    |
| Kitamoto              | Rapido Speciale               | Kumagaya       |